# 青梅丘陵
青梅丘陵（おうめきゅうりょう）とは、東京都青梅市北部に存在する丘陵である。

## 概要
- 青梅市中心部である青梅駅の裏手、永山公園、青梅市立第一小学校付近から軍畑駅かけて存在し、全体が青梅線と国道411号（青梅街道）より北側に位置する。青梅丘陵ハイキングコースが整備されており[2]、奥多摩の観光地である。雷電山が最高峰である。

## 名所

### 山・峠
- 雷電山
- 三方山
- 榎峠

### 城
- 辛垣城

### 公園
- 永山公園
- 青梅鉄道公園
- 矢倉台